# 鄭在成
郑在成（：／ Jung Jae-sung，1982年8月25日—2018年3月9日）是韓国退役男子羽毛球运动员，與搭檔李龍大的最高世界排名第一，二人曾在2007及2009年拿得世界羽毛球錦標賽男子雙打比賽亞軍，又在2012年倫敦奧運會贏得男雙銅牌。2018年3月因突发心脏病去世，終年35歲。

## 職業生涯

### 早年
鄭在成九歲時在老師的建議下接觸羽毛球這項運動。2000年，鄭在成作為韓國青年隊一員參加在京都舉辦的亞青賽，贏得男子雙打亞軍及男子團體季軍，之後又在廣州舉辦的世青賽再取得混合團體季軍。2003年，鄭在成與李在珍代表圓光大學出戰於京畿道舉辦的韓國全國錦標賽並贏得男雙冠軍，隔年兩人成功衛冕。
2004年雅典奧運會之後由於隊中老將相繼退役，鄭在成與李在珍開始在國際賽亮相，兩人曾經於2005年贏得泰國羽毛球公開賽冠軍、亞洲羽毛球錦標賽亞軍，以及在德國羽毛球公開賽、新加坡羽毛球公開賽晉級準決賽。後來鄭在成改與隊中年紀小六歲的新星李龍大合作，在合作初期已取得了不俗的成績，連續奪得德國和泰國公開賽冠軍，並在亞洲運動會羽毛球比賽中取得男雙銅牌（負盧盧克·哈迪揚托/阿爾文特·尤利安托）及男團銀牌（負中國隊）。

### 2007年 世錦賽奪銀
2007年1月，鄭在成/李龍大在韓國羽毛球超級賽決賽以直落二（21-16、21-15）擊敗隊友李在珍/黃智萬，贏得全年唯一一個冠軍。3月，兩人於德國羽毛球大獎賽決賽再次遭遇李在珍/黃智萬，但這次則是遭到對方以直落二擊敗。7月，鄭/李於泰國羽毛球黃金大獎賽再次敗於相同的對手而僅獲亞軍。
2007年8月，鄭在成/李龍大以第13種子身分出戰在馬來西亞吉隆坡舉辦的世界羽毛球錦標賽男子雙打項目。兩人在16強時以直落二擊敗4號種子、丹麥的延斯·埃里克森/馬丁·倫加德·漢森，半準決賽時以2比1擊敗中國的郭振東/謝中博，準決賽時再以直落二擊敗本屆賽事黑馬、日本的坂本修一/池田信太郎而晉級決賽。最終，鄭在成/李龍大在決賽中以直落兩局（19-21、19-21）敗於印尼的馬爾基斯·基多/亨德拉·塞蒂亞萬，收穫亞軍。

### 2008年 奧運止步首輪
至2007年世錦賽結束後，鄭/李兩人在公開賽上的表現不如預期，除了在2007年法國羽毛球超級賽晉級準決賽，其餘賽事均止步八強，直到2008年德國羽毛球大獎賽才再度闖入決賽，最終敗於隊友李在珍/黃智萬而獲得亞軍。2018年3月，鄭在成與李龍大在全英羽毛球公開賽準決賽中以2比1（21-13、22-24、23-21）險勝馬來西亞老將鍾騰福/李萬華，決賽時再度遭遇李在珍/黃智萬，最終鄭/李以20-22、21-19、21-18擊敗對手奪得生涯首個全英公開賽冠軍。同月，鄭/李在接下來的瑞士羽毛球超級賽擊敗印尼的基多/塞蒂亞萬後再度奪冠。4月，他們在亞洲羽毛球錦標賽決賽擊敗印尼的陳甲亮/諾瓦·維迪安托，奪得金牌。
在印尼雅加達舉辦的2008年湯姆斯盃中，鄭在成作為主力隊員幫助韓國隊成功晉級決賽並與中國隊對決。鄭在成與李龍大在第二點男雙的對手為中國的「風雲組合」蔡贇/傅海峰，雙方在第一局時互相拉鋸並由蔡/傅率先取得4個局末點，但鄭/李在最後以25-23逆轉，第二局時再以21-16取勝，幫助韓國隊拿下唯一的一場勝利，最終韓國以1比3不敵中國。
鄭在成和李龍大於2008年上半年在各項大賽成績優異，並在湯姆斯盃中連續擊敗印尼和中國的主要對手，兩人因此在北京奧運會開幕前被韓國視為在羽毛球比賽奪牌的希望。他們以賽會第3種子的身分出戰男子雙打項目，在第一輪遭遇丹麥老將喬納斯·拉斯姆森/拉爾斯·帕斯克，最終被丹麥組合以直落二（21-16、21-19）擊敗，鄭在成的第一次奧運會以16強作收，而他的搭檔李龍大則另外在混合雙打比賽與李孝貞合作取得金牌。
2010年11月，郑在成代表韓國出戰廣州亞運會，參加羽毛球比賽的男子雙打（夥拍李龍大）及男子團體項目，奪得一銀一銅的佳績。

### 2012年 倫敦奧運奪銅
鄭在成從2011年底開始便飽受肩傷困擾，但由於預定在2012年倫敦奧運會之後退休，仍決定參加2012年1月舉辦的韓國羽毛球首要超級賽，最終在決賽遭到中國的蔡贇/傅海峰以1比2（21-18、17-21、19-21）逆轉。3月，鄭在成/李龍大與蔡贇/傅海峰於全英羽毛球首要超級賽決賽再度碰頭，結果鄭/李以1比2（21-23、21-9、21-14）逆轉對手，收穫兩人生涯第二座全英羽毛球公開賽冠軍。但在5月湯姆斯盃舉辦期間，鄭在成又因為背傷以及肌肉拉傷而缺席比賽。
2012年5月3日，鄭在成/李龍大成功取得夏季奧林匹克運動會羽球比賽男子雙打項目的參賽資格，並以第二種子身分出賽，世界排名也在奧運會前夕重返第一，成為奪冠的熱門候選者之一。8月，兩人在小組賽中順利以全勝成績晉級淘汰賽，並在八強戰中擊敗印尼組合穆罕默德·阿赫桑//博納·塞普特納，但在準決賽時卻以1比2（21-17、18-21、20-22）遭到丹麥的瑪蒂亞斯·鮑伊/卡斯騰·摩根森逆轉而落敗，鄭在成在賽後表示「太过专注于防守，而这让丹麦的对手占据了优势，这导致我们失去了节奏，也失去了气势。」。最終，鄭/李在銅牌爭奪戰以2比0（23-21、21-10）取勝馬來西亞的古健傑/陳文宏而摘得銅牌，鄭在成亦以此作為職業生涯謝幕。

## 退役執教與辭世
2012年9月10日，鄭在成正式從羽毛球世界聯會註冊退役。退役之後，他曾經短暫地受聘於韓國國家隊擔任男雙組教練，之後轉往三星電機羽毛球隊擔任主教練。
鄭在成最後一次公開現身是在2018年冬季奧林匹克運動會時擔任聖火傳遞者，2018年3月9日，鄭在成被妻子發現猝逝於位在華城市的家中，享年35歲。由於鄭在成逝世時正值2018年德國羽毛球公開賽舉辦期間，大會方面遂於3月10日賽程開始前，由與賽的韓國隊全體隊員環繞賽場為其默哀一分鐘。3月11日，於韓國亞州大學附屬醫院殯儀館舉行葬禮。

## 主要比賽成績
| 年份   | 賽事                     | 公開賽級別 | 項目     | 拍檔   | 成績   |
| ------ | ------------------------ | ---------- | -------- | ------ | ------ |
| 2005年 | 亞洲羽毛球錦標賽         | 其他       | 男子雙打 | 李在珍 | 亞軍   |
| 2006年 | 德國羽毛球公開賽         |            | 男子雙打 | 李龍大 | 冠軍   |
| 2006年 | 中華台北羽球公開賽       |            | 男子雙打 | 李龍大 | 亞軍   |
| 2006年 | 泰國羽毛球公開賽         |            | 男子雙打 | 李龍大 | 冠軍   |
| 2006年 | 亚洲运动会羽毛球比賽     | 其他       | 男子团体 | －     | 銀牌   |
| 2006年 | 亚洲运动会羽毛球比賽     | 其他       | 男子雙打 | 李龍大 | 銅牌   |
| 2007年 | 馬來西亞羽毛球超級賽     | 超級賽     | 男子雙打 | 李龍大 | 準決賽 |
| 2007年 | 韓國羽毛球超級賽         | 超級賽     | 男子雙打 | 李龍大 | 冠軍   |
| 2007年 | 德國羽毛球大獎賽         | 大獎賽     | 男子雙打 | 李龍大 | 亞軍   |
| 2007年 | 泰國羽毛球黃金大獎賽     | 黃金大獎賽 | 男子雙打 | 李龍大 | 亞軍   |
| 2007年 | 世界羽毛球錦標賽         | 其他       | 男子雙打 | 李龍大 | 亞軍   |
| 2007年 | 法國羽毛球超級賽         | 超級賽     | 男子雙打 | 李龍大 | 準決賽 |
| 2008年 | 德國羽毛球大獎賽         | 大獎賽     | 男子雙打 | 李龍大 | 亞軍   |
| 2008年 | 全英羽毛球超級賽         | 超級賽     | 男子雙打 | 李龍大 | 冠軍   |
| 2008年 | 瑞士羽毛球超級賽         | 超級賽     | 男子雙打 | 李龍大 | 冠軍   |
| 2008年 | 印度羽毛球黃金大獎賽     | 黃金大獎賽 | 男子雙打 | 李龍大 | 準決賽 |
| 2008年 | 亞洲羽毛球錦標賽         | 其他       | 男子雙打 | 李龍大 | 冠軍   |
| 2008年 | 湯姆斯盃                 | 其他       | 男子團體 | －     | 亞軍   |
| 2008年 | 中國羽毛球超級賽         | 超級賽     | 男子雙打 | 李龍大 | 冠軍   |
| 2008年 | 香港羽毛球超級賽         | 超級賽     | 男子雙打 | 李龍大 | 冠軍   |
| 2008年 | 世界羽聯超級系列賽總決賽 | 超級賽     | 男子雙打 | 李龍大 | 冠軍   |
| 2009年 | 馬來西亞羽毛球超級賽     | 超級賽     | 男子雙打 | 李龍大 | 冠軍   |
| 2009年 | 韓國羽毛球超級賽         | 超級賽     | 男子雙打 | 李龍大 | 亞軍   |
| 2009年 | 苏迪曼杯                 | 其他       | 混合团体 | －     | 亞軍   |
| 2009年 | 印尼羽毛球超級賽         | 超級賽     | 男子雙打 | 李龍大 | 冠軍   |
| 2009年 | 世界羽毛球锦标赛         | 其他       | 男子雙打 | 李龍大 | 亞軍   |
| 2009年 | 香港羽毛球超級賽         | 超級賽     | 男子雙打 | 李龍大 | 冠軍   |
| 2009年 | 中國羽毛球超級賽         | 超級賽     | 男子雙打 | 李龍大 | 冠軍   |
| 2009年 | 韓國羽毛球國際挑戰賽     | 國際挑戰賽 | 男子雙打 | 李龍大 | 冠軍   |
| 2009年 | 世界羽聯超級系列賽總決賽 | 首要超級賽 | 男子雙打 | 李龍大 | 冠軍   |
| 2010年 | 韓國羽毛球超級賽         | 超級賽     | 男子雙打 | 李龍大 | 冠軍   |
| 2010年 | 中華台北羽毛球黃金大獎賽 | 黃金大獎賽 | 男子雙打 | 李龍大 | 冠軍   |
| 2010年 | 中國羽毛球大師賽         | 超級賽     | 男子雙打 | 李龍大 | 準決賽 |
| 2010年 | 韓國羽毛球大獎賽         | 大獎賽     | 男子雙打 | 李龍大 | 冠軍   |
| 2010年 | 中國羽毛球超級賽         | 超級賽     | 男子雙打 | 李龍大 | 冠軍   |
| 2010年 | 香港羽毛球超級賽         | 超級賽     | 男子雙打 | 李龍大 | 準決賽 |
| 2010年 | 亞洲運動會羽毛球比賽     | 其他       | 男子團體 | －     | 銀牌   |
| 2010年 | 亞洲運動會羽毛球比賽     | 其他       | 男子雙打 | 李龍大 | 銅牌   |
| 2010年 | 世界羽聯超級系列賽總決賽 | 首要超級賽 | 男子雙打 | 李龍大 | 亞軍   |
| 2011年 | 韓國羽毛球首要超級賽     | 首要超級賽 | 男子雙打 | 李龍大 | 冠軍   |
| 2011年 | 德國羽毛球黃金大獎賽     | 黃金大獎賽 | 男子雙打 | 李龍大 | 冠軍   |
| 2011年 | 瑞士羽毛球黃金大獎賽     | 黃金大獎賽 | 男子雙打 | 李龍大 | 亞軍   |
| 2011年 | 蘇迪曼盃                 | 其他       | 混合團體 | －     | 準決賽 |
| 2011年 | 泰國羽毛球黃金大獎賽     | 黃金大獎賽 | 男子雙打 | 李龍大 | 冠軍   |
| 2011年 | 新加坡羽毛球超級賽       | 超級賽     | 男子雙打 | 李龍大 | 準決賽 |
| 2011年 | 世界羽毛球錦標賽         | 其他       | 男子雙打 | 李龍大 | 準決賽 |
| 2011年 | 中華台北羽毛球黃金大獎賽 | 黃金大獎賽 | 男子雙打 | 李龍大 | 亞軍   |
| 2011年 | 中國羽毛球大師賽         | 超級賽     | 男子雙打 | 李龍大 | 冠軍   |
| 2011年 | 丹麥羽毛球首要超級賽     | 首要超級賽 | 男子雙打 | 李龍大 | 冠軍   |
| 2011年 | 法國羽毛球超級賽         | 超級賽     | 男子雙打 | 李龍大 | 冠軍   |
| 2011年 | 香港羽毛球超級賽         | 超級賽     | 男子雙打 | 李龍大 | 亞軍   |
| 2011年 | 中國羽毛球首要超級賽     | 首要超級賽 | 男子雙打 | 李龍大 | 準決賽 |
| 2011年 | 韓國羽毛球黃金大獎賽     | 黃金大獎賽 | 男子雙打 | 李龍大 | 亞軍   |
| 2011年 | 世界羽聯超級系列賽總決賽 | 首要超級賽 | 男子雙打 | 李龍大 | 準決賽 |
| 2012年 | 韓國羽毛球首要超級賽     | 首要超級賽 | 男子雙打 | 李龍大 | 亞軍   |
| 2012年 | 德國羽毛球黃金大獎賽     | 黃金大獎賽 | 男子雙打 | 李龍大 | 亞軍   |
| 2012年 | 全英羽毛球首要超級賽     | 首要超級賽 | 男子雙打 | 李龍大 | 冠軍   |
| 2012年 | 湯姆斯盃                 | 其他       | 男子團體 | －     | 亞軍   |
| 2012年 | 印尼羽毛球首要超級賽     | 首要超級賽 | 男子雙打 | 李龍大 | 冠軍   |
| 2012年 | 奧林匹克運動會羽毛球比賽 | 其他       | 男子雙打 | 李龍大 | 銅牌   |

| 2007-2017年 | 首要超級賽 | 超級賽 | 黃金大獎賽 | 大獎賽 | 國際挑戰賽 | 國際系列賽 | 未來系列賽 | 其他 |

### 奧運會和世錦賽參賽紀錄
|          | 搭檔   | 2005 | 2006 | 2007 | 2008 | 2009 | 2010 | 2011 | 2012 |
| -------- | ------ | ---- | ---- | ---- | ---- | ---- | ---- | ---- | ---- |
| 男子雙打 | 李在珍 | 8強  | －   | －   | －   | －   | －   | －   | －   |
| 男子雙打 | 李龍大 | －   | 16強 | 亞軍 | 16強 | 亞軍 | 8強  | 季軍 | 銅牌 |

## 主要對賽紀錄
鄭在成與不同搭檔的主要對手的對賽成績如下（只列出對賽五次或以上對手，截至2017年10月22日）：
男雙 - 李龍大
| 對手          | 對賽次數 | 對賽結果 | 對賽結果 | 總計 |
| 對手          | 對賽次數 | 勝       | 負       | 總計 |
| ------------- | -------- | -------- | -------- | ---- |
| 高成炫 柳延星 | 8        | 4        | 4        | 0    |
| 黃智萬 李在珍 | 5        | 2        | 3        | -1   |
| 總計          | 13       | 6        | 7        | -1   |

| 對手                                            | 對賽次數 | 對賽結果 | 對賽結果 | 總計 |
| 對手                                            | 對賽次數 | 勝       | 負       | 總計 |
| ----------------------------------------------- | -------- | -------- | -------- | ---- |
| 傅海峰 蔡贇                                     | 21       | 12       | 9        | +3   |
| 卡斯騰·摩根森 瑪蒂亞斯·鮑伊                     | 18       | 13       | 5        | +8   |
| 陳文宏 古健傑                                   | 16       | 13       | 3        | +10  |
| 亨德拉·塞蒂亞萬 馬爾基斯·基多                   | 13       | 8        | 5        | +3   |
| 洪煒 沈燁                                       | 7        | 6        | 1        | +5   |
| 謝中博 郭振東                                   | 7        | 5        | 2        | +3   |
| 喬納斯·拉斯姆森 拉爾斯·帕斯克                   | 7        | 4        | 3        | +1   |
| 亨德拉·阿普利達·古納萬 阿爾文特·尤利安托·錢德拉 | 6        | 6        | 0        | +6   |
| 早川賢一 遠藤大由                               | 6        | 5        | 1        | +4   |
| 其他選手                                        | 204      | 188      | 9        | +179 |
| 總計                                            | 305      | 260      | 45       | +215 |